# Leme (Rio de Janeiro)
Leme (krma na portugalskom) je četvrt u Rio de Janeiru, u njegovoj južnoj zoni. Nalazi se između četvrti Copacabana, Urca i Botafogo. Četvrt je dobila ime po brdu 'Pedra do Lem'e (koje ima izgled brodske krme).
U ovoj se četvrti nalazi i hotel poznatog francuskog lanca hotela Le Méridien, odakle je svojevremeno ispaljivan vatromet za vrijeme novogodišnje proslave na plaži Copacabane.